# Rāmpur (ort i Indien, Uttar Pradesh, Sahāranpur)
Rāmpur är en ort i Indien.   Den ligger i distriktet Sahāranpur och delstaten Uttar Pradesh, i den norra delen av landet, 130 km norr om huvudstaden New Delhi. Rāmpur ligger 270 meter över havet och antalet invånare är 26 257.
Terrängen runt Rāmpur är mycket platt. Runt Rāmpur är det tätbefolkat, med 819 invånare per kvadratkilometer. Närmaste större samhälle är Gangoh, 18,4 km väster om Rāmpur. Trakten runt Rāmpur består till största delen av jordbruksmark.